# 産業社会
産業社会（さんぎょうしゃかい、英語：industrial society）とは、工業化の進展した社会のこと。工業社会や工業化社会とも称される。
産業社会は前段階が農耕社会である場合が大半であり、通例では長期の歴史変動に関して、農耕・牧畜社会→工業社会→脱工業社会（ポスト工業化社会）という段階論的な文脈で用いられることが多い。従って、工業化の進展に伴い、農業に最適化された社会構造や文化が解消され、工業に適した社会構造に変化する点に焦点を当てる概念である。
変化の傾向として、以下のような現象が発生する。
- 都市化
- 画一化、均一化
- 家族構成員数の低下
- 企業組織の発達
- 分業の進展
- 生産性の上昇に伴う大量生産・大量消費
- 経済成長による、「追いつけ追い越せ」型の成長社会
- 労働者層における工員（ブルーカラー）の占める割合の上昇
- 大衆社会の形成
- 環境破壊の進展

## 歴史

### 19世紀から第二次大戦終結まで
「産業社会」という語が登場した時期は産業革命以後であり、サン・シモンやハーバート・スペンサーは、段階論的に「軍事的・封建的社会」と対比して、「産業的・科学的社会」という概念を提示した。オーギュスト・コントも含め、これらの思想家の場合、産業的という表現は、科学的、平和的、実証的という言葉と同義語であり、産業や科学は人間社会に秩序ある平和と豊穣をもたらすものと見なされたのである。そして、その振興と発展が、フランス革命後の混沌としたヨーロッパ社会を再組織化するものであると考えられた。
そして、20世紀前半には、ヘンリー・フォードが開発した大量生産体制により、工業製品の大量生産を特徴とする、産業社会の時代が本格化することになった。

### 第二次大戦後
1945年の第二次世界大戦の終結と冷戦の到来により、工業を軸とする産業社会が、アメリカ合衆国を筆頭とする西側諸国を中心に世界中で普及することとなった。
そして産業社会は、生産性向上と効率化の必然的帰結として、後段階である脱産業社会へと移行する。来るべき社会には諸説あり、1960年代の脱産業社会論や知識社会論の影響を受け、日本では情報社会論がブームとなった。1970年代に、ダニエル・ベルやボールディング、アルビン・トフラーらが唱えた「脱産業社会」は、産業社会とは殊異な「未来社会の展望」を提示した。しかし、日本などで見られる今日の「情報社会」は、産業社会の延長線上にある「高度産業社会」というべきものである。
高度産業社会は、情報化などを伴う高度に発達した産業社会であるが、これは工業を主体とする産業社会とは一線を画しており、「脱工業社会」ともいえるものである。この意味からすれば、旧来の工業社会も新たに誕生した情報社会も産業社会の一種という見方ができる。